# Rachias dispar
Espèce
Synonymes
- Hermacha dispar Simon, 1891

Rachias dispar est une espèce d'araignées mygalomorphes de la famille des Pycnothelidae.

## Distribution
Cette espèce est endémique de l'État de Rio de Janeiro au Brésil,.

## Description
Le mâle syntype mesure 10 mm et les femelles de 12 à 15 mm.

## Systématique et taxinomie
Cette espèce a été décrite sous le protonyme Hermacha dispar par Simon en 1891. Elle est placée dans le genre Rachias par Simon en 1892.

## Publication originale
- Simon, 1891 : « Études arachnologiques. 23e Mémoire. XXXVIII. Descriptions d'espèces et de genres nouveaux de la famille des Aviculariidae. » Annales de la Société entomologique de France, vol. 60, p. 300-312 (texte intégral).